# Ахохов, Анатолий Хажмусович
Анатолий Хажмусович Ахохов (1929—2019) — организатор промышленного производства, гендиректор ПО «Телемеханика» и ПО «Севкавэлектронмаш», Герой Социалистического Труда.

## Биография
Родился 17 апреля 1929 года в Нальчике.
В 1946—1953 гг. рулевой отдела военно-вспомогательных судов Балтийского флота, слесарь-сборщик на Киевском механическом заводе.
В 1953—1958 учился в Киевском политехническом институте, после окончания которого (специальность «горная электромеханика») работал инженером, заместителем начальника рудника «Молибден», затем главным механиком обогатительной фабрики Тырныаузского вольфрамово-молибденового комбината.
В 1963—1964 директор завода низковольтной аппаратуры в Тырныаузе.
С 1964 года директор Нальчикского завода телемеханической аппаратуры, в 1976 году возглавил созданное на его базе ПО «Телемеханика». В период его руководства ПО было награждено орденом «Знак Почёта».
С 1986 по 1995 год генеральный директор ПО «Севкавэлектронмаш» — головного предприятия по разработке и производству технических средств управления дорожным движением.
Герой Социалистического Труда (1986). Награждён орденами Ленина (10.06.1986), Октябрьской Революции (28.02.1974), 2 орденами Трудового Красного Знамени (20.04.1971; 31.03.1981), орденом «Знак Почёта» (02.07.1966), медалями. Заслуженный машиностроитель РСФСР (29.05.1985). Почётный радист.
Умер 9 января 2019 года.